# Плимутские братья
Пли́мутские бра́тья (англ. Plymouth Brethren, «бретрены», «дарбисты») — консервативная религиозная группа протестантской направленности, образовавшаяся в первой четверти XIX века на территории Англии и Ирландии.
Плимутские братья придерживаются позиции библейского фундаментализма и диспенсационалистских взглядов. Так, практически все ныне существующие направления этого движения признают всецелую боговдохновенность Библии и верят в предстоящее второе пришествие Христа до наступления тысячелетнего царства (премилленаризм). Организационно общины (церкви) плимутских братьев полностью автономны, клир отсутствует.
В силу децентрализованности движения, оценка его численности представляет сложность и разнится от 0,4 млн человек (так называемые замкнутые плимутские братья) до 2,4 млн человек.
Вероучение основано на учении Жана Кальвина, в том числе широко распространен тезис: "Кто однажды спасен, тот навеки спасен". Главное направление проповеди в их общинах: оправдание исключительно по вере (без дел), и проповедь покаяния для грешников (то есть тех, кто еще не спасен). Богослужения и проповеди проводятся как братьями, так и сестрами, исповедуется равноправие. В общинах Плимутских братьев можно встретить людей из разных христианских деноминаций (пятидесятников, баптистов, лютеран и пр.). Карта общин Плимутских братьев в основном совпадает с картой колониальных владений бывшей Британской Империи. 
Свои истоки Плимутские братья (по мнению Edmund Hamer Broadbent, книга The Pilgrim Church) относят к первым христианам через многочисленные христианские суб-течения внутри Католической церкви на протяжении столетий. 

## История
Начало движению дала работа англиканского священника Джона Нельсона Дарби (1800—1882), считающегося одним из основателей диспенсационалистской теологии. Первая постоянная община была создана в 1829 году в Плимуте (Англия), в короткие сроки аналогичные общины образовались в Лондоне и Дублине (Ирландия). В середине XIX века первые общины плимутских братьев появились в США, где движение получило не только широкое распространение, но и оказало влияние на вероучение ряда других протестантских деноминаций.
Присутствуют представители движения и в Западной Европе и, например, в Индии.

## Основные течения
Среди плимутских братьев с 1848 года существует два основных течения: «открытые» и «закрытые» братья. Доктринальная разница между ними состоит в отношении к принятию причастия, к которому в некоторых «открытых» общинах допускаются все желающие христиане, а в закрытых — только их члены.
В сфере церковной дисциплины различно отношение к отлучению от общины. Так, если в «открытых» объединениях отлучённый от одной общины член может быть допущен к принятию причастия в другой общине, если она не считает наложенное взыскание справедливым, то в «закрытых» объединениях решение одной общины об отлучении своего члена является обязательным для признания и соблюдения всеми прочими группами.
Также указанные направления отличны по своему отношению к межконфессиональному сотрудничеству. Если «открытые» братья поддерживают контакты с представителями иных направлений евангельского христианства, участвуя в совместных миссионерских акциях и иных религиозных мероприятиях, то «закрытые», как правило, не поддерживают связей с христианскими объединениями, не относящимися к движению плимутских братьев.

## В России
В России миссионерская деятельность плимутских братьев началась в 1870-е годы. Она связана с именем лорда Гренвилла Редстока, принадлежавшего либо близкого к братьям, прибывшего в Санкт-Петербург из Англии в 1874 году и развернувшего активную евангелизацию в аристократических кругах города, возникшая община получила название пашковцев.
В 1882—1883 годах, по приглашению пашковцев, в Петербурге проповедовал учитель Редстока, один из лидеров открытых плимутских братьев, англо-немецкий миссионер Георг Мюллер.
Именно он крестил в 1882 году руководителя движения «пашковцев» В. А. Пашкова, Н. Ливен и ещё двух человек.
Существует ошибочное мнение, представленное в книге “Традиции евангельских христиан” А. Пузынина, что евангельское христианство появилось в Российской Империи исключительно с Лордом Редстоком. Эта точка зрения (популярная среди христиан Запада) не выдерживает критики и противоречит многочисленным историческим документам.
О деятельности «закрытых» плимутских братьев в дореволюционный период сведений еще меньше (нередко их причисляли к штундистам). Известно, что они пришли из Германии. Сохранился сборник песнопений братьев. После 1917 года движение прекратило существование в России, лишь в присоединенном к СССР Закарпатье было около 30 общин дарбистов, вскоре вошедших во ВСЕХБ.
Вновь общины братьев появились в России в 1990-е годы. В 1992 в Москве открылась американская миссия открытых братьев Уитнеса Ли, в 2000 году она не прошла перерегистрацию, но продолжает миссионерскую и гуманитарную работу в ряде городов страны. Миссия закрытых братьев «Благая весть» в Чувашии открылась силами местного бывшего баптистского пастора и немецкого братского издательства «Gute Botschaft Verlag». Её особенностью является издание журнала и иной христианской литературы на чувашском и марийском языках, в результате чего миссия играет заметную роль в возрождении христианства среди народов Поволжья.

## Известные представители
- Джон Нельсон Дарби — один из основателей диспенсационалистской теологии.
- Чарльз Генри Макинтош[англ.] — известный британский богослов-диспенсационалист.
- Георг Мюллер[англ.] — проповедник и педагог прусского происхождения, основатель многочисленных приютов для сирот в Великобритании.